# Nemuri Kyōshirō

Nemuri Kyōshirō (眠狂四郎) est un samouraï fictif (rōnin) créé par le romancier Renzaburō Shibata.

## Les romans
Nemuri Kyoshiro: Record of an Outlaw, The Complete Six-Volume Series (眠狂四郎 無頼控 全6巻, Nemuri Kyōshirō: Burai-hikae, Zenrokukan) :
1. Nemuri Kyoshiro: Walking Alone, Parts One and Two (眠狂四郎 独歩行 上下巻, Nemuri Kyōshirō: Hitohokō, Jōgekan?)
2. Nemuri Kyoshiro: Calligraphy Copybook for a Killer, Parts One and Two (眠狂四郎 殺法帖 上下巻, Nemuri Kyōshirō: Satsu-hōjō, Jōgekan?)
3. Nemuri Kyoshiro: The 53 Stations of the Orphaned Blade, Parts One and Two (眠狂四郎 孤剣五十三次 上下巻, Nemuri Kyōshirō: Koken Gojūsan-tsugi, Jōgekan?)
4. Nemuri Kyoshiro: The Empty Journal, Parts One and Two (眠狂四郎 虚無日誌 上下巻, Nemuri Kyōshirō: Kyomu-nisshi, Jōgekan?)
5. Nemuri Kyoshiro: Record of an Outlaw, Parts One and Two (眠狂四郎 無情控 上下巻, Nemuri Kyōshirō: Burai-hikae, Jōgekan?)
6. Nemuri Kyoshiro: Heretical Writings (眠狂四郎 異端状, Nemuri Kyōshirō: Itan-jō?)

## Dans la culture populaire
La version film est célèbre pour être jouée par Raizō Ichikawa, et la version télévisée est célèbre pour être jouée par Masakazu Tamura,.

### Films

#### avec Kōji Tsuruta
- 1956 : Nemuri Kyōshirō burai hikae (眠狂四郎無頼控?) de Shigeaki Hidaka (ja)
- 1957 : Nemuri Kyōshirō burai hikae: Dainiwa (眠狂四郎無頼控 第二話 円月殺法?) de Shigeaki Hidaka (ja)
- 1958 : Nemuri Kyōshirō burai hikae: Maken jigoku (眠狂四郎無頼控 魔剣地獄?) de Masazumi Kawanishi

#### avec Raizō Ichikawa
- 1963 : Nemuri Kyōshirō sappōjō (眠狂四郎殺法帖?) de Tokuzō Tanaka
- 1964 : Le Combat de Kyōshirō Nemuri (眠狂四郎勝負, Nemuri Kyōshirō shōbu?) de Kenji Misumi
- 1964 : Nemuri Kyōshirō engetsugiri (眠狂四郎円月切り?) de Kimiyoshi Yasuda
- 1964 : La Ballade de Kyōshirō Nemuri (眠狂四郎女妖剣, Nemuri Kyōshirō joyōken?) de Kazuo Ikehiro
- 1965 : Kyōshirō Nemuri : le sabreur et les pirates (眠狂四郎炎情剣, Nemuri Kyōshirō enjōken?) de Kenji Misumi
- 1965 : Nemuri Kyōshirō mashōken (眠狂四郎魔性剣?) de Kimiyoshi Yasuda
- 1966 : Nemuri Kyōshirō tajōken (眠狂四郎多情剣?) de Akira Inoue
- 1966 : Le sabre qui sauva Edo (眠狂四郎無頼剣, Nemuri Kyōshirō buraiken?) de Kenji Misumi
- 1967 : Nemuri Kyōshirō burai hikae: Mashō no hada (眠狂四郎無頼控 魔性の肌?) de Kazuo Ikehiro
- 1968 : Nemuri Kyōshirō hitohadagumo (眠狂四郎人肌蜘蛛?) de Kimiyoshi Yasuda
- 1968 : Nemuri Kyōshirō onna jigoku (眠狂四郎女地獄?) de Tokuzō Tanaka
- 1969 : Nemuri Kyōshirō akujogari (眠狂四郎悪女狩り?) de Kazuo Ikehiro

#### avec Hiroki Matsukata
- 1969 : Nemuri Kyōshirō engetsu sappō (眠狂四郎円月殺法?) de Kazuo Mori
- 1969 : Nemuri Kyōshirō manji giri (眠狂四郎卍切り?) de Kazuo Ikehiro

### Télévision

#### avec Masakazu Tamura
- 1972-1973: Nemuri Kyōshirō (眠狂四郎?) (série télévisée)
- 1989 : Nemuri Kyōshirō koishigure engetsusappō! Shōguneke wakagimi ranshin no nazowo kiru (眠狂四郎 恋しぐれ円月殺法!将軍家、若君乱心の謎を斬る!?) (téléfilm) de Tokuzō Tanaka
- 1993 : Nemuri KyōshirōⅡ edojō ni uzumaku inbō! hahayo tsumayo onnatachiyo goshōranare (眠狂四郎II 江戸城に渦巻く陰謀!母よ、妻よ、女たちよ、円月殺法、御照覧あれ!!?) (téléfilm) d' Akira Inoue
- 1996 : Nemuri KyōshirōⅢ Kyōatsute asunaki inochi wo ikirumono (眠狂四郎III 今日あって、明日なき命を生きる者?) (téléfilm) de Sadao Nakajima
- 1998 : Nemuri KyōshirōⅣ yukinoyoru ni watashi wo koroshite! Kyōshirō wo aishitsuzuketa onna (眠狂四郎IV 雪の夜に私を殺して！狂四郎を愛し続けた女?) (téléfilm)  d'Akira Inoue
- 2018 : Nemuri Kyōshirō The Final (眠狂四郎?) (téléfilm) de Tomohiko Yamashita

#### avec Takao Kataoka
- 1982 : Nemuri Kyōshirō engetsusappō (眠狂四郎円月殺法?) (série télévisée)
- 1983 : Nemuri Kyōshirō burai hikae (眠狂四郎円月殺法?) (série télévisée)